# Rambler (marka samochodów)

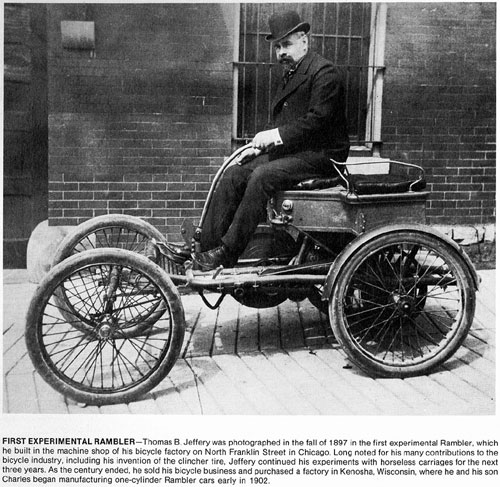
Thomas B. Jeffery i jego prototypowy samochód z 1897 roku

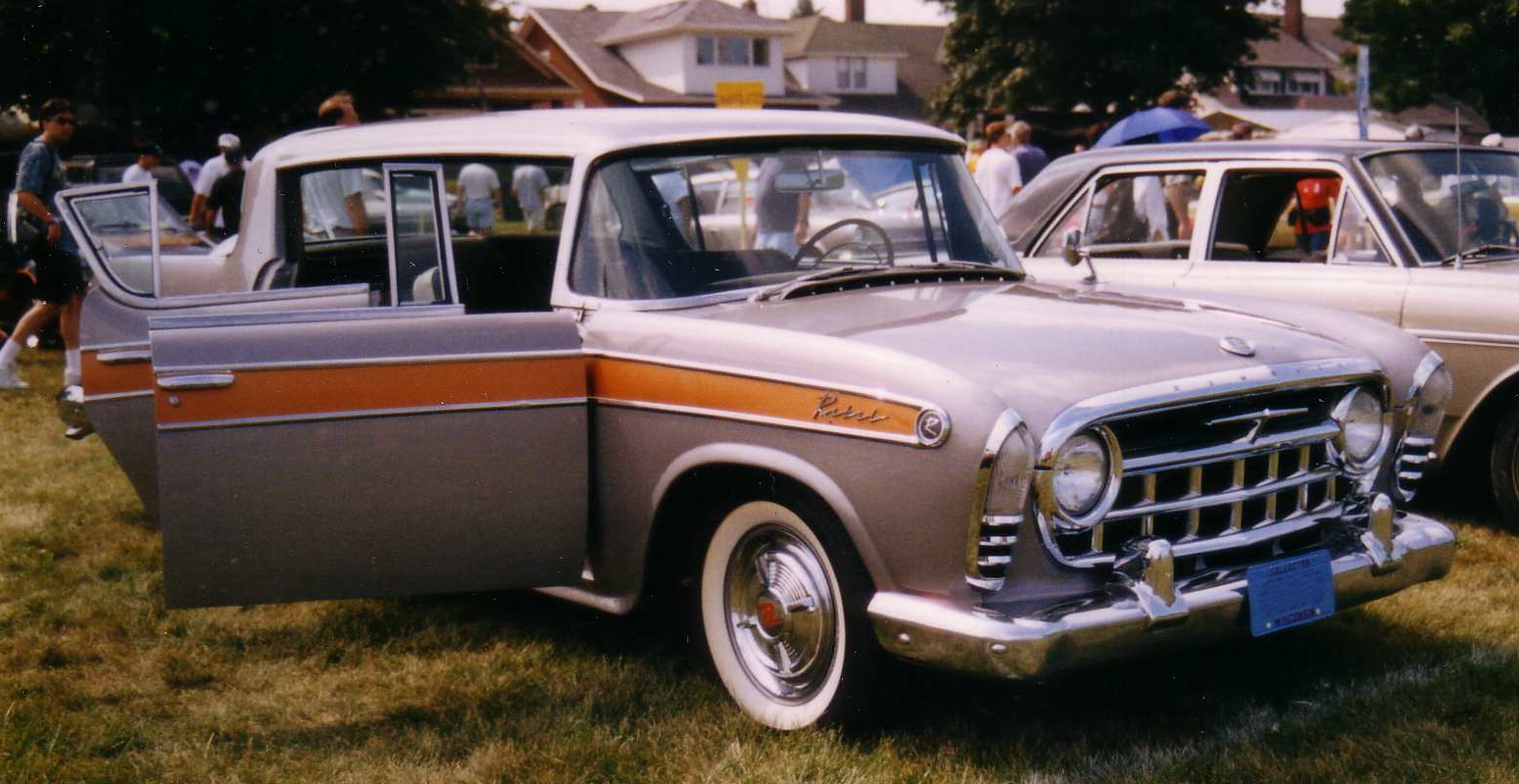
Rambler Rebel

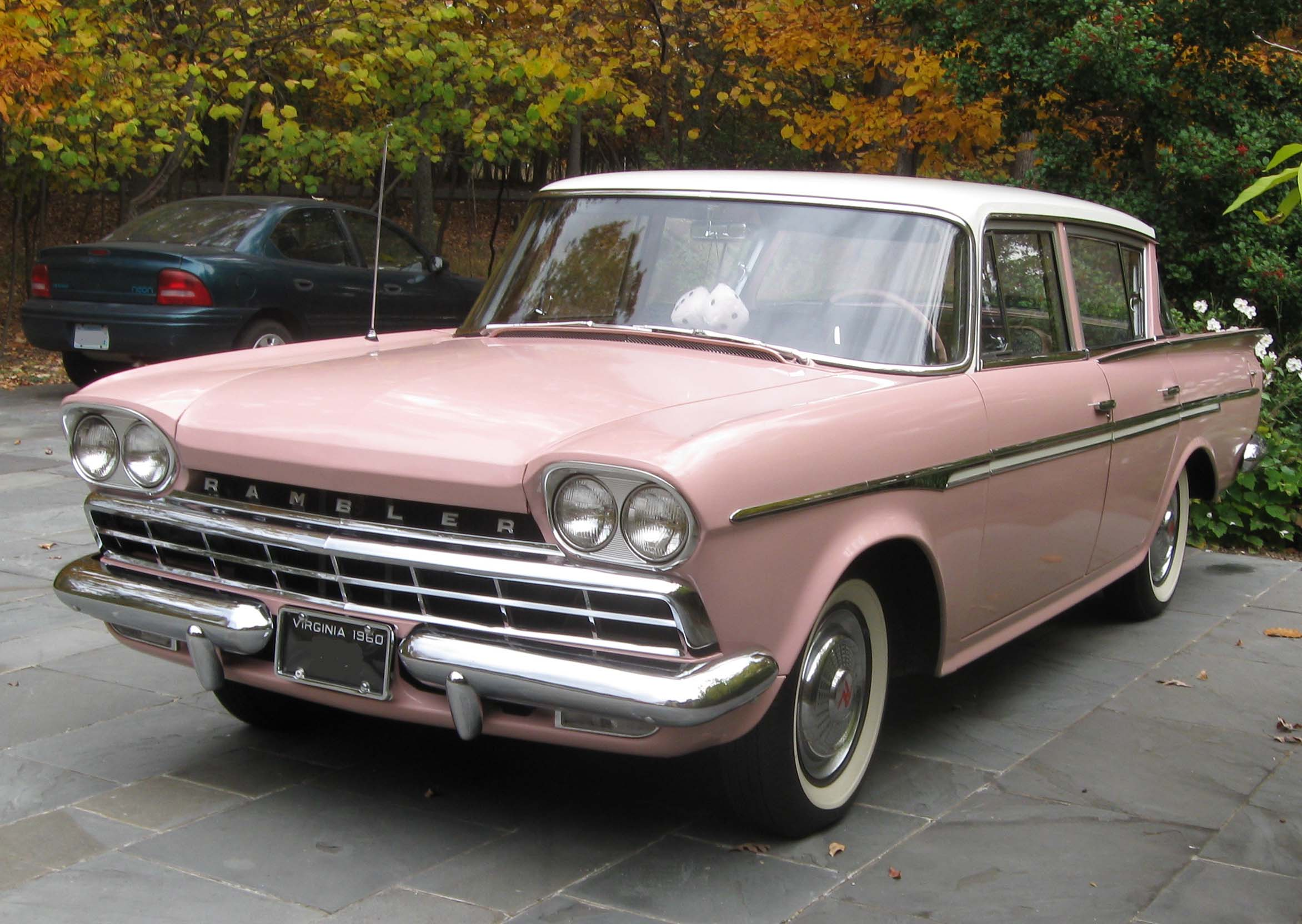
Rambler Six

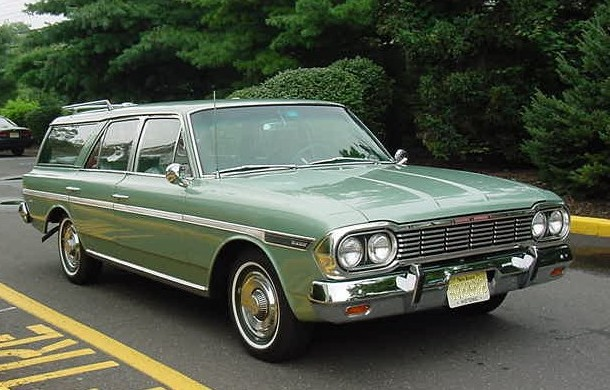
Rambler Classic

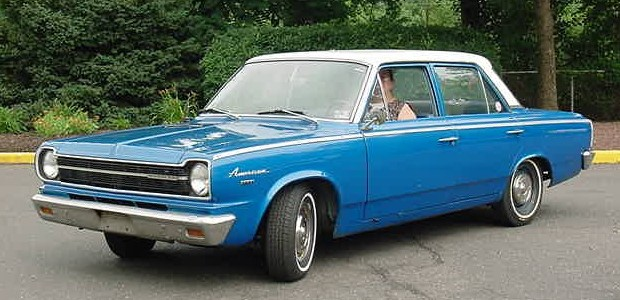
Rambler American

Rambler – amerykańska marka samochodów, funkcjonująca w latach 1902–1914 i ponownie w latach 1957–1969 (na rynkach zagranicznych do 1983 roku). W tym drugim okresie marka należała do koncernu American Motors.

## Historia
W 1879 roku Thomas B. Jeffery założył wraz z R. Phillipem Gormullym spółkę Gormully and Jeffery Manufacturing Company, zajmującą się produkcją rowerów, sprzedawanych pod marką Rambler (z ang. „wędrowiec”). W 1897 roku Jeffery zbudował prototyp samochodu – czterokołowego wozu sterowanego drążkiem, z umieszczonym z tyłu silnikiem jednocylindrowym. Pojazd zaprezentowany został na wystawie międzynarodowej w Chicago w 1899 roku, gdzie spotkał się z pozytywnym przyjęciem. Niedługo później Jeffery i Gormully sprzedali należącą do nich spółkę, a Jeffery zakupił znajdującą się na skraju bankructwa Sterling Bicycle Company, wraz z należącą do niej nowo wybudowaną fabryką w Kenosha, w stanie Wisconsin, gdzie miał zamiar kontynuować prace nad swoim samochodem. W przedsięwzięciu tym współuczestniczył jego syn – Charles Jeffery.
W marcu 1902 pierwszy samochód marki Rambler wszedł do seryjnej produkcji. Do końca roku wyprodukowanych zostało 1500 egzemplarzy, czyniąc z Thomas B. Jeffery Company drugiego (po Oldsmobile'u) pod względem wielkości produkcji producenta samochodów w Ameryce. W 1914 roku markę produkowanych pojazdów zmieniono na Jeffery, honorując w ten sposób założyciela spółki, który zmarł w 1910. Niedługo później, w 1916 roku Charles Jeffery sprzedał przedsiębiorstwo Charlesowi Nashowi, założycielowi Nash Motors.
Nazwa Rambler pojawiła się ponownie w 1950 roku, jako nazwa kompaktowego modelu Nash Rambler, który miał umożliwić Nashowi konkurowanie z „wielką trójką” (General Motors, Ford i Chrysler).

### Okres AMC
W 1954 roku Nash połączył się z Hudson Motor Car Company, tworząc American Motors Corporation (AMC). Od 1955 roku modelowego nazwę Rambler zaczęto wykorzystywać w roli samodzielnej marki dotychczasowego kompaktowego modelu, sprzedawanego zarówno w salonach Nash jak i Hudson. Rosnąca popularność budżetowego modelu spowodowała, że koncern AMC zdecydował w 1957 roku o likwidacji marek Nash i Hudson i utworzeniu w miejsce tych oddziałów oddziału Rambler, co nastąpiło od samochodów 1958 roku modelowego, wprowadzonych w październiku 1957 roku. Oddział Rambler przejął też produkcję  samochodów Ambassador, które z powodów prestiżowych promowane były przez koncern jako osobna marka.  Rambler osiągnął w pierwszym roku sprzedaż większą o ponad 60% w stosunku do Nasha i Hudsona i zajął 7 miejsce na rynku USA, a w 1960 roku trzecie, wyprzedzając Plymoutha.
W 1963 roku modele marki Rambler, współdzielące płytę podłogową i części nadwozia, wspólnie otrzymały tytuł „samochodu roku” przyznawany przez czasopismo Motor Trend
W latach 60., pod kierownictwem nowego prezesa Roya Abernethy’ego, AMC zdecydowało się rozszerzyć ofertę na nowe typy nadwozia i segmenty. Marka Rambler kojarzona była przez konsumentów z ekonomicznymi samochodami kompaktowymi, co postrzegano za przeszkodę w realizacji strategii przedsiębiorstwa, toteż w 1966 roku zaczęto wycofywać ją z użycia na rzecz marki AMC. Ostatni pojazd marki Rambler opuścił fabrykę w Kenosha w 1969 roku. Łącznie wyprodukowanych zostało tam ponad 4,2 milionów ramblerów.

### Rynki eksportowe
Marka pozostawała w użyciu na rynkach eksportowych. W Australii do 1978 roku stosowano ją dla modeli AMC montowanych lokalnie w zakładach Australian Motor Industries. Do 1983 roku nosiły ją samochody produkowane w Meksyku przez Vehiculos Automotores Mexicanos.

## Modele samochodów

### Historyczne
- Six (1956 – 1960)
- V8 (1956 – 1960)
- Rebel (1957 – 1960)
- Ambassador (1958 – 1966)
- Classic (1961–1966)
- Marlin (1965–1966)
- Rebel (1966 – 1967)
- American (1958 – 1969)

### Samochody studyjne
- Rambler Palm Beach (1950)
- Rambler Tarpon (1964)